# スイス連邦政府鉄道船舶事故調査委員会

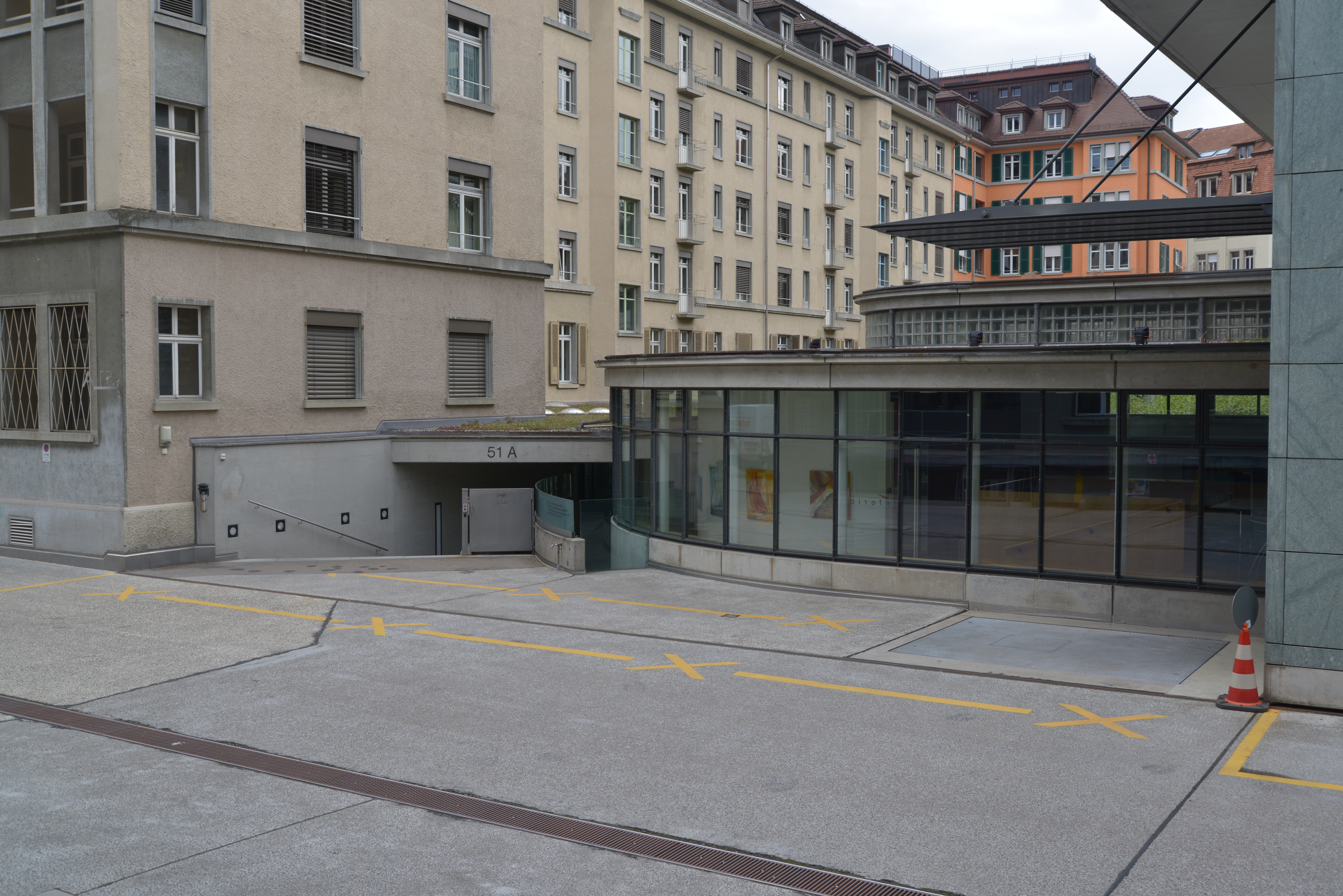
旧スイス連邦政府鉄道船舶事故調査委員会本社

スイス連邦政府鉄道船舶事故調査委員会（ドイツ語: Unfalluntersuchungsstelle für Bahnen und Schiffe (UUS), フランス語: Service d'enquête sur les accidents des transports publics (SEA), イタリア語: Servizio d’inchiesta sugli infortuni dei trasporti pubblici (SII), 英語: Investigation Bureau for Railway, Funicular and Boat Accidents (IRFBA)）とは、かつてスイスに存在した政府機関である。本部はベルンに、スイス東部の事務所はシュリーレンにあった。鉄道やケーブル鉄道、船舶に関する事故を調査していた。
2011年11月1日、航空事故調査委員会との統合によりスイス事故調査委員会が設置された際に廃止された 。